# Aleatorisk musik
Aleatorisk musik (af latin: alea terning), er musik som i nogen udstrækning er tilfældig. Oftest drejer det sig om kompositionsprocesser hvor et element af tilfældighed indgår med et lille antal mulige alternativer, og altså ikke helt ukontrolleret tilfældighed.
Udtrykket blev kendt blandt europæiske komponister gennem foredrag af akustikeren Werner Meyer-Eppler ved Darmstadts sommerskole i musik i begyndelsen af 1950'erne. 
Se også
- Indetermination, ubestemthed i musikken